# Отликер, Николь
Николь О́тликер (нем. Nicole Oetliker) — швейцарская кёрлингистка.
В составе женской команды Швейцарии участвовала в чемпионате мира 1982 (заняли седьмое место) и двух чемпионатах Европы (лучший результат — бронзовые призёры в 1990). Чемпионка Швейцарии среди женщин.
Играла на позиции второго.

## Достижения
- Чемпионат Европы по кёрлингу: бронза (1990).
- Чемпионат Швейцарии по кёрлингу среди женщин: золото (1982).

## Команды
| Сезон   | Четвёртый          | Третий          | Второй         | Первый             | Турниры                      |
| ------- | ------------------ | --------------- | -------------- | ------------------ | ---------------------------- |
| 1981—82 | Эрика Мюллер       | Барбара Мейер   | Николь Отликер | Кристина Вирц      | ЧШЖ 1982 · ЧМ 1982 (7 место) |
| 1990—91 | Кристина Лестандер | Кристин Криг    | Николь Отликер | Кристина Гартенман | ЧЕ 1990                      |
| 1992—93 | Марианн Флотрон    | Tatjana Stadler | Николь Отликер | Esther Christen    | ЧЕ 1992 (6 место)            |

(скипы выделены полужирным шрифтом)